# Naumburg (Hesja)
Naumburg – miasto uzdrowiskowe w Niemczech, w kraju związkowym Hesja, w rejencji Kassel, w powiecie Kassel.